# Торрес-де-Барбуес
Торрес-де-Барбуес (ісп. Torres de Barbués) — муніципалітет в Іспанії, у складі автономної спільноти Арагон, у провінції Уеска. Населення — 318 осіб (2009).
Муніципалітет розташований на відстані близько 320 км на північний схід від Мадрида, 20 км на південь від Уески.
На території муніципалітету розташовані такі населені пункти: (дані про населення за 2009 рік)
- Торрес-де-Барбуес: 55 осіб
- Вальфонда-де-Санта-Ана: 248 осіб

## Демографія
Динаміка населення (INE ):